# Georg Dehio

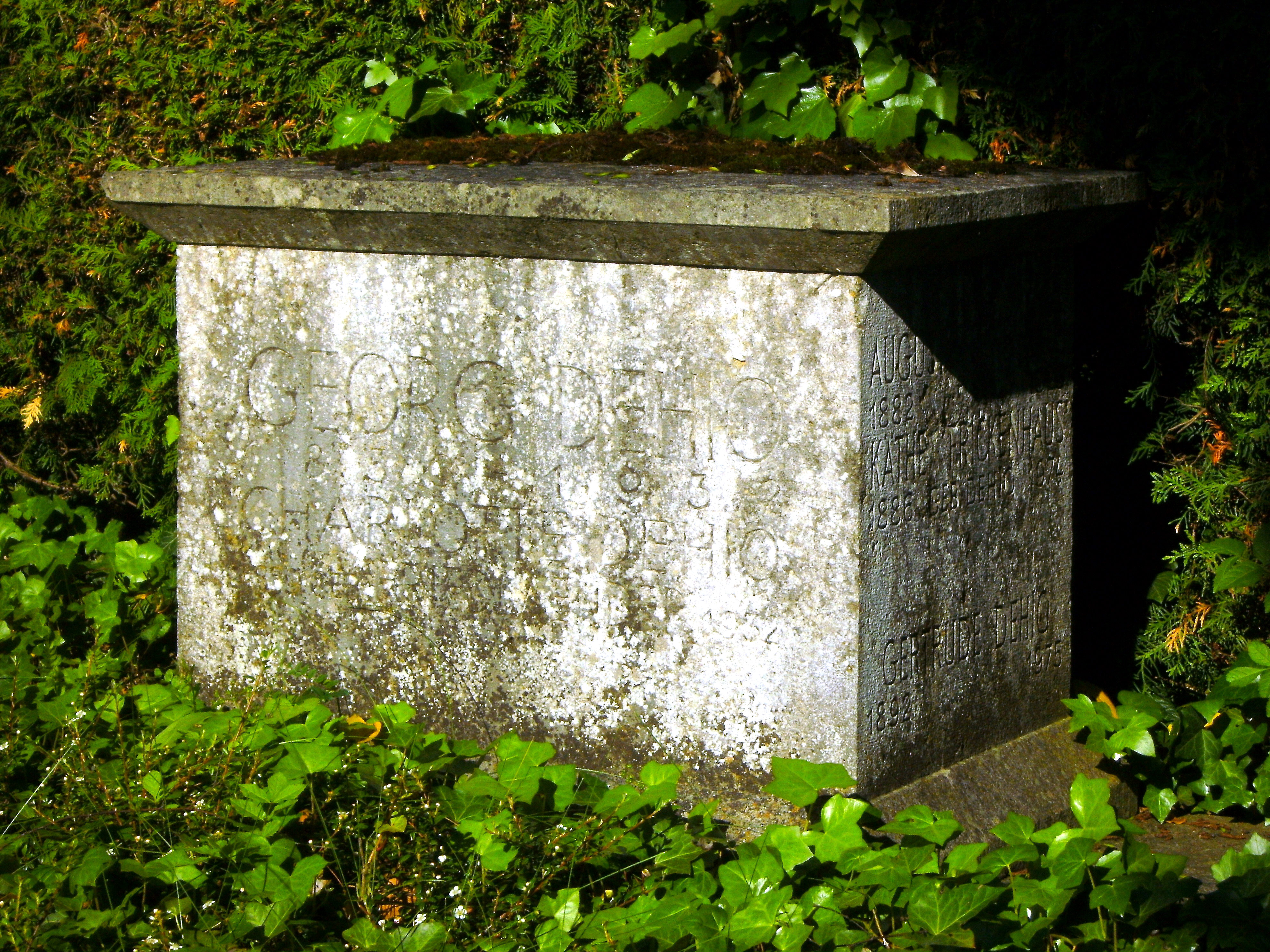
Grób Georga Dehia w Tybindze

Georg Gottfried Julius Dehio (ur. 22 listopada 1850 w Rewlu, zm. 19 marca 1932 w Tybindze) – niemiecki historyk i historyk sztuki.
Studiował nauki historyczne na Uniwersytecie Dorpackim pod kierunkiem Georga Waitza, historyka, współtwórcy przedsięwzięcia Monumenta Germaniae Historica.
Studia kontynuował na Uniwersytecie Jerzego Augusta w Getyndze, a w 1877 habilitował się z historii na Uniwersytecie Ludwika i Maksymiliana w Monachium. W 1883 powołano go na Uniwersytet Albrechta w Królewcu. Wykładał tam historię sztuki, a od 1892 do 1918 w Strasburgu; potem, gdy został zmuszony do opuszczenia miasta, w Tybindze. W 1899, jako członek Komisji Opieki nad Zabytkami wchodzącej w skład Gesamtverein der Geschichts- und Altertumsvereine przedłożył projekt opracowania publikacji zbierającej wszystkie zabytki niemieckie, zalążek przyszłego Handbuch der deutschen Kunstdenkmäler, gigantycznego „inwentarza” historycznego zabytków obszaru niemieckiego (1905–1912), który stał się jego najważniejszym i najsłynniejszym dziełem. W 1924 otrzymał Pour le Mérite za Naukę i Sztukę.
Dziś nazwisko Dehio jest synonimem katalogu zabytków. Dehio położył bardzo wielkie zasługi w zakresie organizacji oraz popularyzacji ochrony zabytków. Jego działalność naukowa obejmowała zarówno problemy proporcji w antyku, jak i kwestie genezy sztuki gotyckiej. Jego ustalenia wniosły bardzo wiele do rozstrzygnięcia przeróżnych sporów dotyczących proweniencji niemieckiej architektury gotyckiej.
W swoich książkach nieustannie podkreślał historyczno-źródłowy aspekt badań nad sztuką, traktując ją jako najlepsze świadectwo przeszłości oraz narzędzie kulturowej konsolidacji społeczeństwa jako narodowej wspólnoty.
W Przedmowie do Geschichte der deutschen Kunst (wyd. z 1918) swój zamiar sformułował w sposób następujący:

Zrozumieć sztukę niemiecką znaczy: zrozumieć samych siebie, zrozumieć nasze wrodzone uzdolnienia oraz to, co przeznaczenie z nich uczyniło, zrozumieć to, co sami stworzyliśmy i to, co dziedziczymy, to, co osiągnęliśmy i to, cośmy zaniedbali, pojąć nasze szczęści oraz nieszczęścia – wszystko we wszystkim: zrozumieć sztukę jako coś nierozerwalnie powiązanego z całością historycznego procesu życiowego naszego narodu.